# Charles de Lannoy
Pour les articles homonymes, voir Lannoy (homonymie).
Pour les autres membres de la famille, voir Maison de Lannoy.
Charles de Lannoy, né vers 1487 à Valenciennes et mort le 23 septembre 1527 à Gaète (Italie), est un militaire et un homme d'État originaire des Dix-Sept Provinces (Pays-Bas) et entré au service des empereurs habsbourgeois Maximilien Ier, puis Charles Quint à la cour de  Bruxelles. 

## Biographie
Charles de Lannoy, comte de Lannoy, La Roche-en-Ardenne et Asti, seigneur de Molembaix et de Senzeilles (Walcourt), 1er prince de Sulmona et Ortonamare, Chevalier de l'Ordre de la Toison d'or, vice-roi de Naples, comte d'Entremonts et de Montbel par le chef de son épouse est le plus jeune fils de Jean III de Lannoy, seigneur de Mingoval, et de sa seconde femme Jeanne de Ligne. Il est écuyer de Philippe Le Beau puis il rentre au service de Maximilien Ier et se distingue par sa bravoure et son aptitude à commander. 
La principale résidence de la famille de Charles de Lannoy, en Belgique, était alors au 'Hof ter Ham', le château de Steen-Ockerzeel (actuellement Steenokkerzeel près de Bruxelles), que Charles de Lannoy acheta en 1511.
Lannoy est nommé au conseil de Charles de Bourgogne (futur Charles Quint) à Bruxelles en 1515, puis devient chevalier de la Toison d'or en 1516. Il accède aux fonctions de gouverneur de Tournai en 1521, à celles de vice-roi de Naples en 1522 puis reçoit le commandement en chef des armées impériales en Italie à la suite de la mort de Prospero Colonna, à la fin de 1523.
Il participe notamment à la sixième guerre d'Italie, puis à la septième. Il est le principal artisan de la victoire des impériaux à Pavie contre l'armée française conduite par François Ier. C'est à lui que le Roi de France doit d'avoir été sauvé de la rage des lansquenets allemands et qu'il remit son épée lorsqu'il fut fait prisonnier au cours de la bataille.

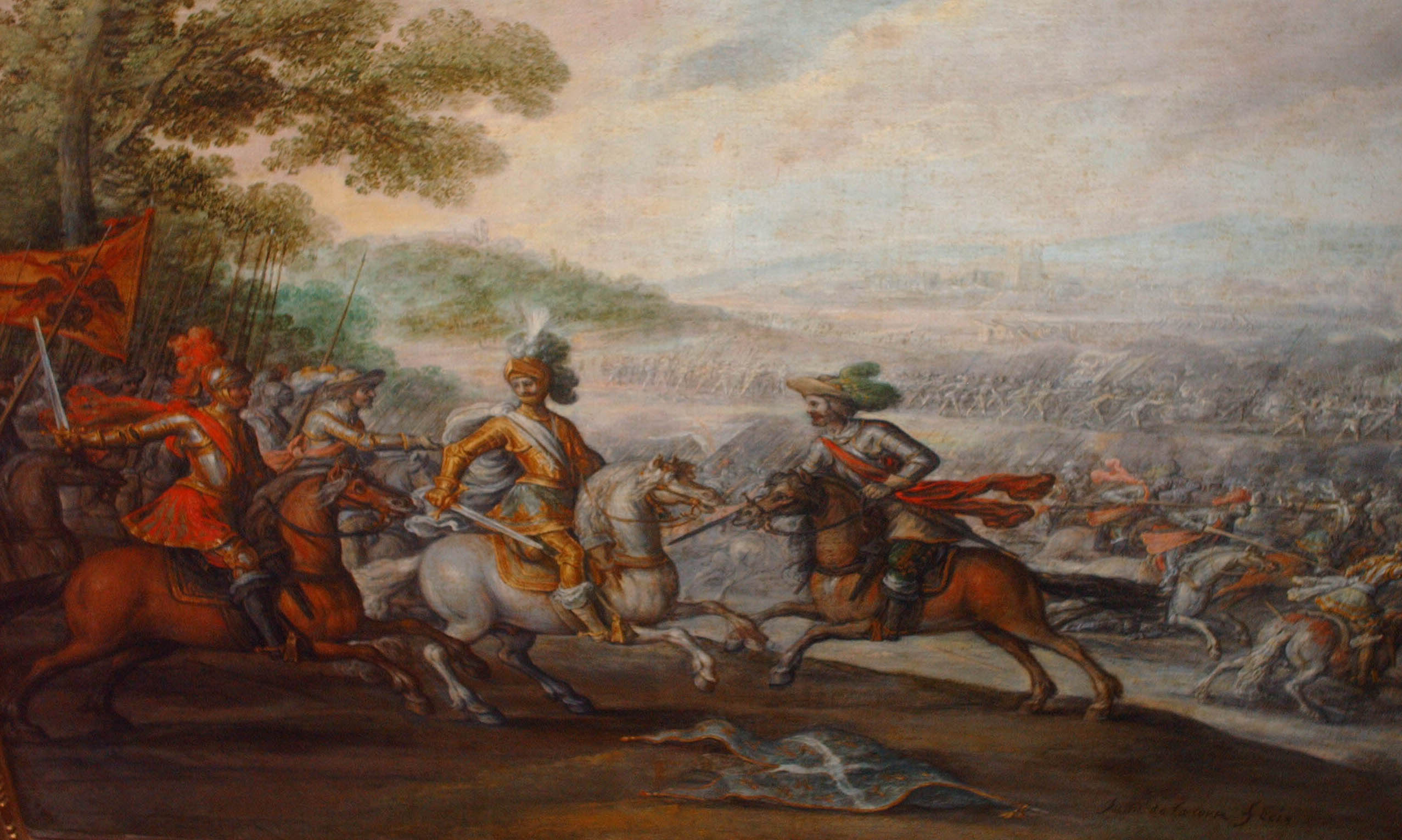
Capture du roi François Ier lors de la bataille de Pavie, par deux chevaliers de l'Ordre de la Toison d'or, peinture de Juan de la Corte (1597-1660).

Il fut aussi ambassadeur en France et Grand bailli de Hainaut. 
Le 10 février 1527, Charles Quint, à Tolède, délivre des lettres patentes accordant le titre de comte du Saint-Empire à son : 

« feal et très cher cousin Charles de Lannoy, seigneur de Senzelles et à sa postérité, tant garçons que filles, le titre de comte et comtesse du Saint-Empire et de Lannoy, et en cas que la postérité dudit Charles de Lannoy vienne à manquer et faillir, l'empereur accorde à tous et à chacun de la maison de Lannoy, tant mâles que femelles, le titre de comte du Saint-Empire....Charles de Lannoy, chevalier de mon ordre (Toison d'Or), grand écuyer de l'Empire et de nos royaumes d'Espagne, général de nos armées en Italie, vice-roy de Naples ....ancienne noblesse de sa naissance,... a paru avec grand éclat à notre inauguration et plus particulièrement lorsque nous avons pris possession de nos royaumes d'Espagne à Valladolid où il a eu l'honneur de courir la lance avec nous, avecq gronte adresse, de plus, at esté présent à la cérémonie de nostre mariage avec Madame l'Infante, Isabelle de Portugal.....bons et extraordinaires services rendus dans la guerre que nous a suscitée François 1er de France, en Italie et dans le duché de Milan, pendant laquelle il a fermé l'alliance faicte avec notre saint Père le pape Adrien, avec Henri VIII roi d'Angleterre, avec Ferdinand, archiduc d'Austriche, pour la conservation de nos Etats d'Italie, sur laquelle il remporte l'an 1525 devant Pavie la victoire,... le roi de France fut pris par la valeur et bonne conduite de Charles de Lannoy, qui le mena ensuite en notre ville de Madrid, d'où suivant nos ordres, il conduit le Roi à Fontarabie, il receut en otage le dauphin et le duc d'Orléans, ses deux fils,... il conduit en Espagne auprès du Roi leur père....sa vaillance en expérience, magnanimité, générosité en fait de guerre, bons et fidèles services rendus par ses prédécesseurs ont rendu aux nostres et particulièrement aux illustres ducqs de Bourgogne dans les voyages et grands employs de guerre, tant par terre que par mer, dans nos armées, faits mémorables ...en divers états et emplois... »

Il épouse en 1509 Françoise d’Entremont de Montbel.  Les historiens belges Léon-Ernest Halkin et Georges Dansaert, dans l'ouvrage consacré à Charles de Lannoy, vice-roi de Naples (1934), lui reconnaissent six enfants et un fils légitimé:
- Charles (mort en bas âge).
- Marguerite (née en 1514, décédée jeune à Naples en 1525.
- Philippe (1514-1553), ∞ Isabella Colonna, dont postérité. (branche éteinte)
- Marie (1519), ∞ Philippe Lefebvre de Lattre, dont postérité.
- Ferrand (Ferdinand) (1520-1579), ∞ (1) Françoise de la Palude, (2) Marguerite Perrenot de Granvelle, sans postérité.
- Clément (1526-1551), fils légitimé, ∞ (1) Yolande des Ursins, (2) Ippolita Castriota, dont postérité. (branche éteinte)
- Giorgio (1528-…), fils posthume, ∞ Giulia Galonia, dont postérité. (branche éteinte)

Charles de Lannoy meurt subitement de maladie à Gaète, le 23 septembre 1527.
Leur fils, Philippe Charles II de Lannoy, né en 1514 et mort en 1553, prince de Sulmone, était en 1544 un chef militaire italien de l'armée espagnole. Pendant la bataille de Cérisoles, il commandait la cavalerie napolitaine.
Le titre de prince de prince de Sulmone fut transmis à leur petit-fils Horace de Lannoy, prince de Sulmone après son frère aîné, Charles de Lannoy, mort sans postérité.